# Gschwend (Stiefenhofen)
Gschwend (westallgäuerisch: Gschwend) ist ein Gemeindeteil der bayerisch-schwäbischen Gemeinde Stiefenhofen im Landkreis Lindau (Bodensee). Der Ort besteht aus drei Alpen.

## Geographie

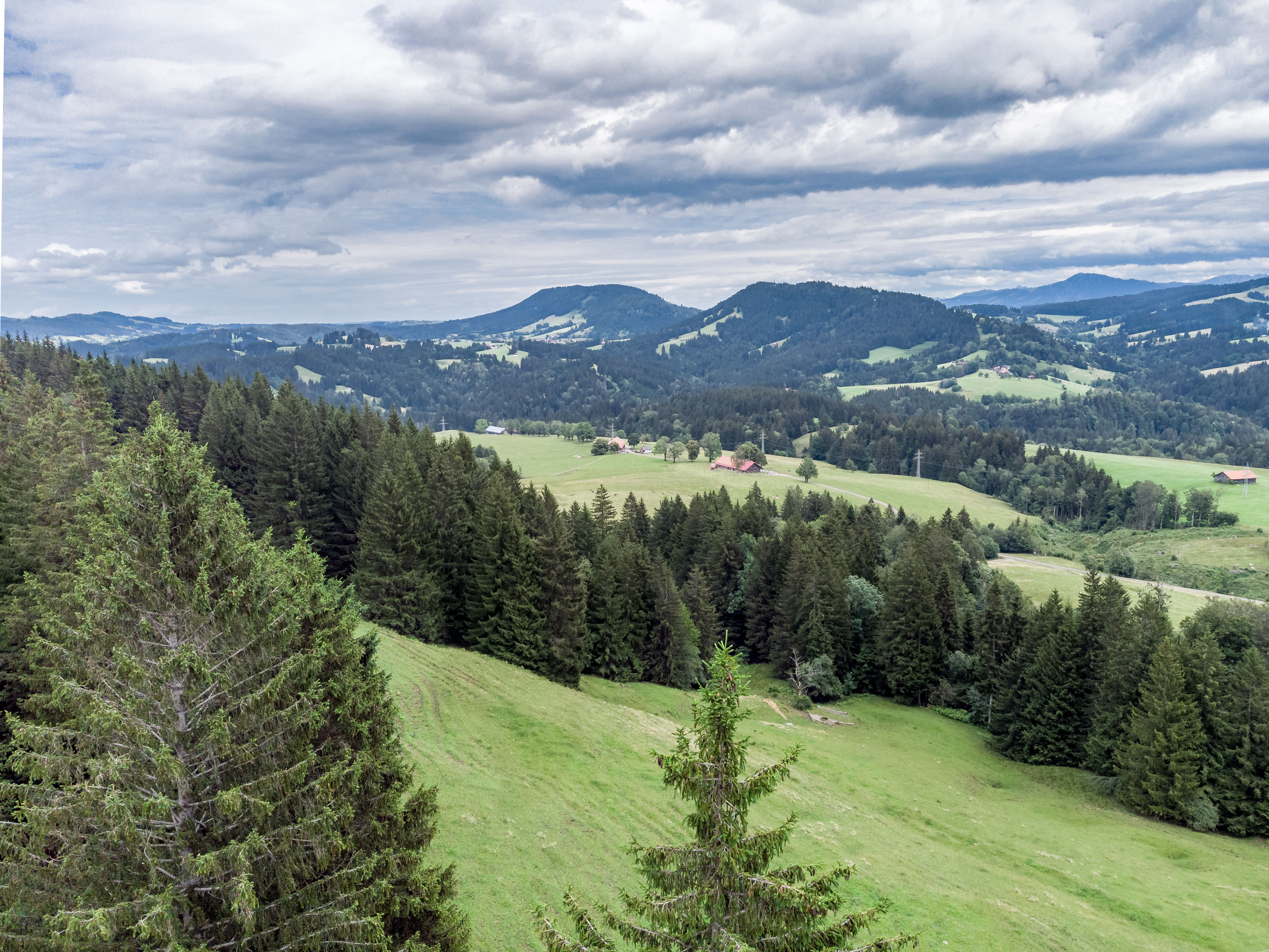
Gschwend

Die Einöde liegt circa vier Kilometer östlich des Hauptorts Stiefenhofen und zählt zur Region Westallgäu.

## Ortsname
Der Ortsname stammt vom mittelhochdeutschen Wort (ge)swende für ausreuten des Waldes ab und deutet auf eine Rodungssiedlung hin.

## Geschichte
Gschwend wurde erstmals im Jahr 1561 mit Peter Schweinberg im Gschwend pfarr Stiffenhoven urkundlich erwähnt. Später wird der Ort auch der Pfarrei Ebratshofen angehörig erwähnt. Im Jahr 1818 wurden sechs Wohngebäude im Ort gezählt. Gschwend gehörte einst zur Herrschaft Hohenegg und später der Gemeinde Harbatshofen an. Im Jahr 1934 wurde die Bonaventurakapelle von der Allgäuer Herdebuchgesellschaft erbaut, als Dank an den Ökonomierat Bonaventura König (1866–1916).

## Alpwirtschaft
In Gschwend befinden sich die drei Galtalpen Königsalpe, Bullenalpe und Jungviehalpe.